# Uísque

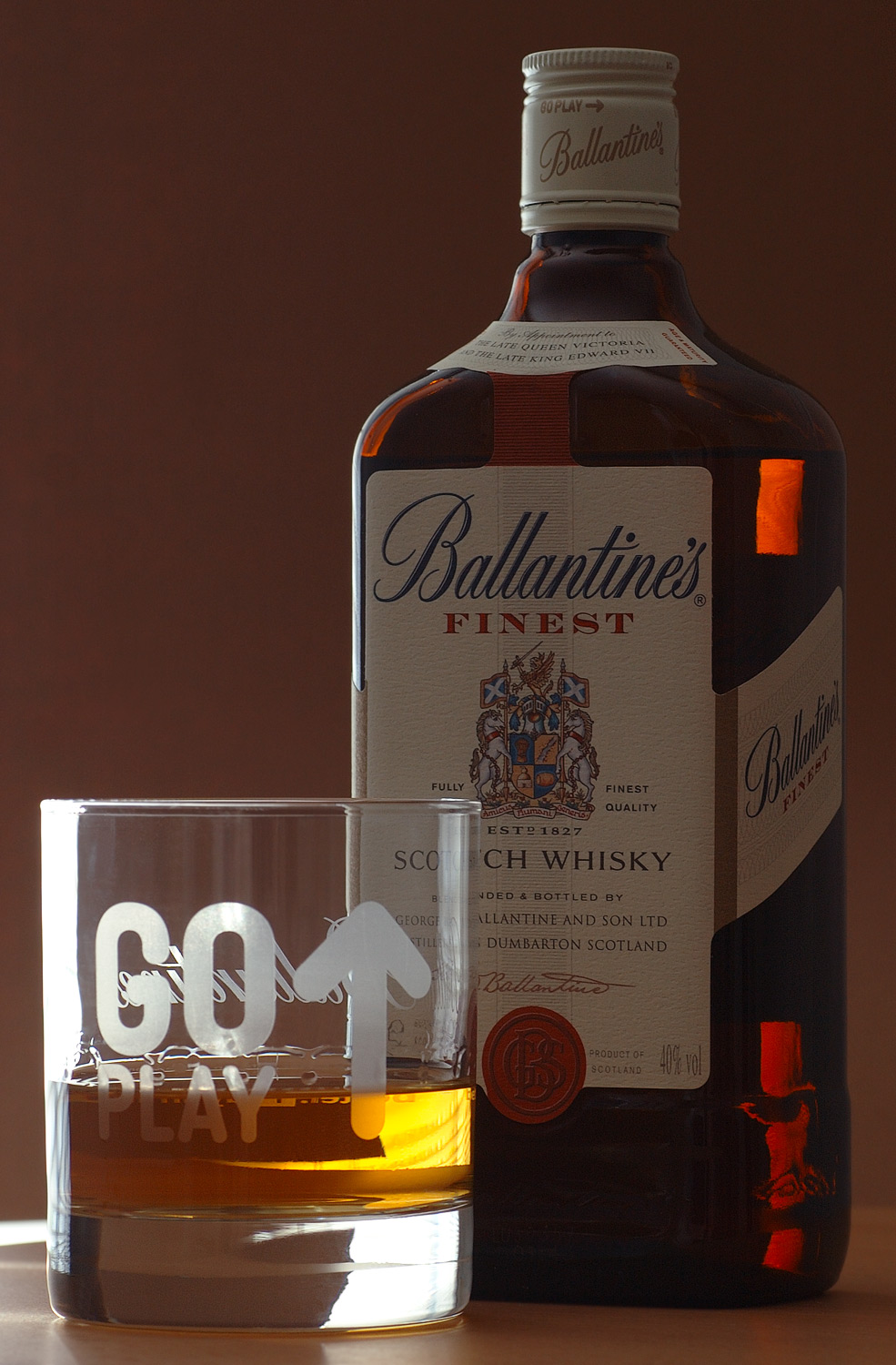
Uísque escocês Ballantine's.

Uísque (em inglês whisky ou whiskey, abreviatura de usquebaugh a partir do gaélico uisce beatha, "água da vida") é uma bebida alcoólica destilada de cereais, muitas vezes incluindo malte, que foi envelhecida em barris. O teor alcoólico de um whisky vai de um mínimo legal de 40%, e apesar de não ter limite máximo, o maior teor comum a ser encontrado é de 63,5%.
"Whisky" é o nome geralmente dado à bebida no Reino Unido (incluindo a Escócia), no Canadá e no Japão, enquanto o termo usado nos Estados Unidos e na Irlanda é "whiskey".

## Características
O uísque é uma bebida rigorosamente regulamentada; possui denominações de origem e várias classes e tipos. A característica comum dessas diferentes classes e tipos é a fermentação dos cereais e a destilação máxima de 80% de álcool para os de milho e 90% de álcool para os de outros cereais, antes da adição de água, para reter os sabores dos cereais usados para fazer a alcoolização.
O uísque ganha 60% do seu sabor baseado no tipo de barril usado no seu envelhecimento, por isso a maioria das classificações baseia-se no tipo de madeira usado e na qualidade da flambagem e queima da madeira. Para o uísque Bourbon, por exemplo, é legalmente exigido que se envelheça em barris de carvalho flambados.

## Tipos de uísque

### Uísque escocês
- Malte puro (pure malt) é feito com 100% de cereais maltados provenientes de uma única destilação e, por isso mesmo, pode apresentar sabores diversos de acordo com cada processo. Os puro maltes podem ser engarrafados como single malt, ou seja, destilado em apenas uma única destilaria, ou como vatted onde misturam-se vários uísques de diferentes destilarias. Entre os apreciadores, é comum afirmar que o single malt é um músico solista se apresentando, enquanto o vatted é toda a orquestra tocando junta.
- Blended é feito com uma mistura de destilações diversas calibradas de forma a se chegar sempre a um mesmo sabor para aquele uísque, sendo muito mais barato do que os acima mencionados. Nestes uísques ocorre uma mistura de maltes puros com destilações feitas a partir de outros cereais não maltados como o milho e o arroz. Os blends identificam quase sempre o tipo de uísque que está na base da sua produção, por exemplo, escocês blendado ou canadense blendado.

Há quatro tipos de uísque reconhecidos oficialmente na Escócia:
- O primeiro deles é o single malt, com registros históricos que datam de 1494. Um destilado exclusivo de cevada, é o tipo mais raro e caro de uísque. Existem 87 destilarias deste tipo em toda a Escócia e cada uma faz um produto diferente. O single malt deve ser tomado puro, sem gelo, e em copos pequenos.
- O segundo tipo de scotch é o vatted, uma mescla de dois ou mais barris de single malts. Antigamente chamado de "puro malte", teve seu nome modificado para não confundir os consumidores. O vatted deve ser apreciado da mesma forma que o single malt.
- O terceiro estilo é o grain whisky, destilado de cereais, principalmente do trigo, milho e centeio. A produção industrial, mais simples e barata, foi desenvolvida em 1853 pela destilaria Usher's a pedido de clientes ingleses. O grain pode ser tomado em copos de qualquer tamanho, com ou sem gelo.
- O quarto estilo é o blended, o mais popular dos scotches. Ele nasce da mistura de grains e single malts e normalmente possui na sua composição cerca de quarenta uísques diferentes. O blended standard não tem indicação de idade, mas a bebida só pode ter a denominação de scotch se envelhecer no mínimo três anos em um barril. Hoje, mais de 80% do uísque consumido no mundo é do tipo standard.

Os uísques single malt e vatted devem ser bebidos puros, gelados ou não. Já os do tipo blend podem ser bebidos puros, com água ou gelo, ou ainda misturados a outras bebidas tais como soda, Rye & Coke ou Rye & Ginger Ale.

### Uísque americano
Vários tipos de straight whiskey, envelhecidos em barris de carvalho novos, como Rye Whiskey, Tennessee whiskey e Bourbon whiskey, são produzidos nos Estados Unidos da América.
- Blended bourbon, feito com uma mistura de destilações diversas calibradas de forma a se chegar sempre a um mesmo sabor, produzidos nos Estados Unidos da América, Canadá e Irlanda.
- Uísque leve é um tipo de uísque norte-americano feito quase inteiramente de destilações neutras, com pequenas quantidades (normalmente menos de 5-10% do volume total) de straight whiskey e com ginja adicionada para dar cor e sabor. No caso do uísque, o tempo mínimo de envelhecimento em barris de carvalho é de oito anos. Uma vez a bebida engarrafada, o processo de envelhecimento é interrompido.

Anteriormente, a maior parte do uísque produzido nos Estados Unidos da América era engarrafado in bonds, de acordo com os termos de um Acto do Congresso de 1898; esta prática foi largamente abandonada, visto que um dos requisitos do Acto era que o dito uísque fosse produzido com 50% de álcool por volume. Pouco uísque tão forte é produzido actualmente nos Estados Unidos da América, em parte porque o gosto dos consumidores mudou, mas também porque um conteúdo alcoólico tão elevado é ilegal em muitos países, o que limitaria a exportação do produto.

### Outros tipos
Existe também o rye-whisky uma variedade fermentada a partir de centeio e comum nos Estados Unidos da América, Canadá e Irlanda.
- Pure pot still whiskey é feito na Irlanda a partir de uma combinação de cevada maltada e não maltada.

## Destilado mais antigo ainda existente e recorde
É o destilado preservado mais antigo do mundo. Chamada de "Old Ingledew Whiske", foi produzida entre 1762 e 1802 na cidade americana de LaGrange (na Geórgia). Em julho de 2021, foi vendido em um leilão por US$ 110 mil.
O recorde de maior garrafa de uísque, registrado no Guinness World Records, é de uma versão de 1,8 metros de altura e 311 litros da bebida. O produto foi desenvolvido por um grupo de empresas do ramo de bebidas, utilizando o uísque produzido pela Macallan.